# Campionati del Golfo maschili di cricket T20 2024
I Campionati del Golfo maschili di cricket T20 2024 si sono svolti dal 13 al 21 dicembre a Dubai, negli Emirati Arabi Uniti: al torneo hanno partecipato sei squadre.

## Regolamento

### Formula
La formula ha previsto:
- Fase a gironi, disputata con girone all'italiana: la prima e la seconda classificata accedono alla finale.

## Torneo

### Fase a gironi

#### Risultati
| 13 dicembre 2024 ICC Academy Ground, Dubai | Emirati Arabi Uniti | 117/2 - 113/8 | Bahrein        | Emirati Arabi Uniti vince di 8 wickets |
| 13 dicembre 2024 ICC Academy Ground, Dubai | Kuwait              | 140/4 - 136   | Arabia Saudita | Kuwait vince di 6 wickets              |
| 14 dicembre 2024 ICC Academy Ground, Dubai | Kuwait              | 121 - 125/8   | Bahrein        | Bahrain vince di 4 runs                |
| 14 dicembre 2024 ICC Academy Ground, Dubai | Qatar               | 169/8 - 204/5 | Oman           | Oman vince di 35 runs                  |
| 15 dicembre 2024 ICC Academy Ground, Dubai | Emirati Arabi Uniti | 157/7 - 133/8 | Oman           | Emirati Arabi Uniti vince di 24 runs   |
| 15 dicembre 2024 ICC Academy Ground, Dubai | Arabia Saudita      | 126/1 - 123/9 | Qatar          | Arabia Saudita vince di 9 wickets      |
| 16 dicembre 2024 ICC Academy Ground, Dubai | Arabia Saudita      | 113/9 - 119/2 | Bahrein        | Bahrain vince di 8 wickets             |
| 16 dicembre 2024 ICC Academy Ground, Dubai | Emirati Arabi Uniti | 168/8-157/8   | Kuwait         | Emirati Arabi Uniti vince di 11 runs   |
| 17 dicembre 2024 ICC Academy Ground, Dubai | Kuwait              | 142/4 - 138/7 | Qatar          | Kuwait vince di 6 wickets              |
| 17 dicembre 2024 ICC Academy Ground, Dubai | Bahrein             | 128/8 - 130/8 | Oman           | Oman vince di 2 runs                   |
| 18 dicembre 2024 ICC Academy Ground, Dubai | Oman                | 165/6 - 166/2 | Arabia Saudita | Arabia Saudita vince di 8 wickets      |
| 18 dicembre 2024 ICC Academy Ground, Dubai | Emirati Arabi Uniti | 162/6 - 139/7 | Qatar          | Emirati Arabi Uniti vince di 23 runs   |
| 19 dicembre 2024 ICC Academy Ground, Dubai | Emirati Arabi Uniti | 171/5 - 182/8 | Arabia Saudita | Arabia Saudita vince di 11 runs        |
| 20 dicembre 2024 ICC Academy Ground, Dubai | Bahrein             | 98 - 102/4    | Qatar          | Qatar vince di 6 wickets               |
| 20 dicembre 2024 ICC Academy Ground, Dubai | Kuwait              | 144/7 - 143/8 | Oman           | Kuwait vince di 3 wickets              |

#### Classifica
| Pos. | Squadra             | G | Pt | V | P | NRR    |
| ---- | ------------------- | - | -- | - | - | ------ |
| 1.   | Emirati Arabi Uniti | 5 | 8  | 4 | 1 | 0.763  |
| 2.   | Kuwait              | 5 | 6  | 3 | 2 | 0.525  |
| 3.   | Arabia Saudita      | 5 | 6  | 3 | 2 | -0.166 |
| 4.   | Oman                | 5 | 4  | 2 | 3 | −0.019 |
| 5.   | Bahrein             | 5 | 4  | 2 | 3 | −0.098 |
| 6.   | Qatar               | 5 | 2  | 0 | 5 | −1.039 |

      Qualificata in finale

### Finale
| 21 dicembre Referto |

| Emirati Arabi Uniti | v | Kuwait     |
| 153/9 (20.0)        |   | 151 (19.3) |
|                     |   |            |

- Emirati Arabi Uniti vince il sorteggio e decide di battere